# Seinfeld (säsong 5)
Säsong 5 av Seinfeld är en amerikansk TV-serie skapad av Jerry Seinfeld och Larry David, som började sändas den 16 september 1993 på NBC.

## Avsnittsguide
Samtliga avsnitt är listade efter sändningsdatum och listar även dess produktionskoder.
| Nr i serien | Nr i säsongen | Titel                     | Regissör     | Manus                                                                    | Originalvisning   | Prod. kod | Tittarsiffror (miljoner) |
| ----------- | ------------- | ------------------------- | ------------ | ------------------------------------------------------------------------ | ----------------- | --------- | ------------------------ |
| 65          | 1             | "The Mango"               | Tom Cherones | Synopsis av : Lawrence H. Levy Manus av : Lawrence H. Levy & Larry David | 16 september 1993 | 501       | 28.2                     |
| 66          | 2             | "The Puffy Shirt"         | Tom Cherones | Larry David                                                              | 23 september 1993 | 503       | 29.5                     |
| 67          | 3             | "The Glasses"             | Tom Cherones | Tom Gammill & Max Pross                                                  | 30 september 1993 | 502       | 28.7                     |
| 68          | 4             | "The Sniffing Accountant" | Tom Cherones | Larry David & Jerry Seinfeld                                             | 7 oktober 1993    | 504       | 28.4                     |
| 69          | 5             | "The Bris"                | Tom Cherones | Larry Charles                                                            | 14 oktober 1993   | 505       | 28.7                     |
| 70          | 6             | "The Lip Reader"          | Tom Cherones | Carol Leifer                                                             | 28 oktober 1993   | 506       | 31.0                     |
| 71          | 7             | "The Non-Fat Yogurt"      | Tom Cherones | Larry David                                                              | 4 november 1993   | 508       | 31.1                     |
| 72          | 8             | "The Barber"              | Tom Cherones | Andy Robin                                                               | 11 november 1993  | 507       | 29.7                     |
| 73          | 9             | "The Masseuse"            | Tom Cherones | Peter Mehlman                                                            | 18 november 1993  | 509       | 27.7                     |
| 74          | 10            | "The Cigar Store Indian"  | Tom Cherones | Tom Gammill & Max Pross                                                  | 9 december 1993   | 510       | 29.6                     |
| 75          | 11            | "The Conversion"          | Tom Cherones | Bruce Kirschbaum                                                         | 16 december 1993  | 511       | 28.3                     |
| 76          | 12            | "The Stall"               | Tom Cherones | Larry Charles                                                            | 6 januari 1994    | 512       | 35.0                     |
| 77          | 13            | "The Dinner Party"        | Tom Cherones | Larry David                                                              | 3 februari 1994   | 514       | 33.0                     |
| 78          | 14            | "The Marine Biologist"    | Tom Cherones | Ron Hauge & Charlie Rubin                                                | 10 februari 1994  | 513       | 35.0                     |
| 79          | 15            | "The Pie"                 | Tom Cherones | Tom Gammill & Max Pross                                                  | 17 februari 1994  | 515       | N/A                      |
| 80          | 16            | "The Stand-In"            | Tom Cherones | Larry David                                                              | 24 februari 1994  | 516       | 25.4                     |
| 81          | 17            | "The Wife"                | Tom Cherones | Peter Mehlman                                                            | 17 mars 1994      | 517       | 30.7                     |
| 8283        | 1819          | "The Raincoats"           | Tom Cherones | Tom Gammill & Max Pross and Larry David & Jerry Seinfeld                 | 28 april 1994     | 519520    | 29.6                     |
| 84          | 20            | "The Fire"                | Tom Cherones | Larry Charles                                                            | 5 maj 1994        | 518       | 27.6                     |
| 85          | 21            | "The Hamptons"            | Tom Cherones | Peter Mehlman & Carol Leifer                                             | 12 maj 1994       | 522       | 24.5                     |
| 86          | 22            | "The Opposite"            | Tom Cherones | Andy Cowan, Larry David & Jerry Seinfeld                                 | 19 maj 1994       | 521       | 30.1                     |